# Limnephilus sackeni
Limnephilus sackeni är en nattsländeart som beskrevs av Banks 1930. Limnephilus sackeni ingår i släktet Limnephilus och familjen husmasknattsländor. Inga underarter finns listade i Catalogue of Life.